# Schleifteller
Schleifteller sind Werkzeuge für handgeführte Betonschleifer oder Putzfräsen, welche zum Schleifen mineralischer Untergründe, aber auch zum Entfernen von Altbeschichtungen eingesetzt werden.
Grundsätzlich besteht ein Schleifteller immer aus einem metallischen Grundträger, welcher mit einem entsprechenden Schleifmittel versehen wurde. Als Befestigungsart des Schleiftellers am Betonschleifer kommen primär zwei Verfahren zum Einsatz.
1. Das alt hergebrachte Festklemmen über Spannflansch und Spannmutter, wie es für Trennscheiben bei Winkelschleifern üblich ist.
2. Moderne Werkzeuge verfügen über eine eingearbeitete Spannmutter (meist M14), welche einen Schlupf des Werkzeuges auch unter Extrembedingungen verhindert.

## Unterschiedliche Schleifmittel

### Diamantsegmente
Ein mit Diamantsegmenten bestückter Schleifteller wird zum Schleifen von mineralischen Untergründen (wie Estrich, Beton oder Stein) eingesetzt. In der Anordnung der Segmente unterscheidet man zwischen Stern- und Ringanordnung. Hierbei gilt, dass bei einer Sternanordnung nicht die volle Arbeitsbreite des Werkzeuges am Untergrund wirken kann, da die am Rand des Schleiftellers liegenden Segmentteile nach kurzer Zeit verrunden. Dies hat den Vorteil, dass beim leichten Verkanten des Betonschleifers keine großen Macken am Untergrund entstehen. Die Ringanordnung nutzt hingegen immer die volle Arbeitsbreite des Werkzeuges, verzeiht beim Arbeiten jedoch keinerlei Verkanten des Werkzeuges am Untergrund.

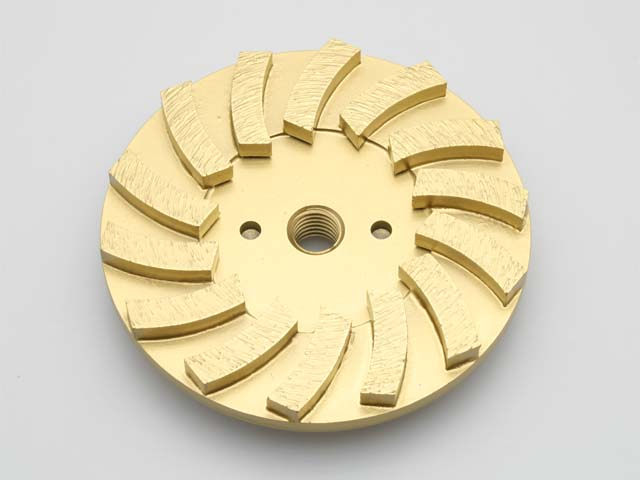
Sternanordnung, hier mit eingearbeiteter Spannmutter
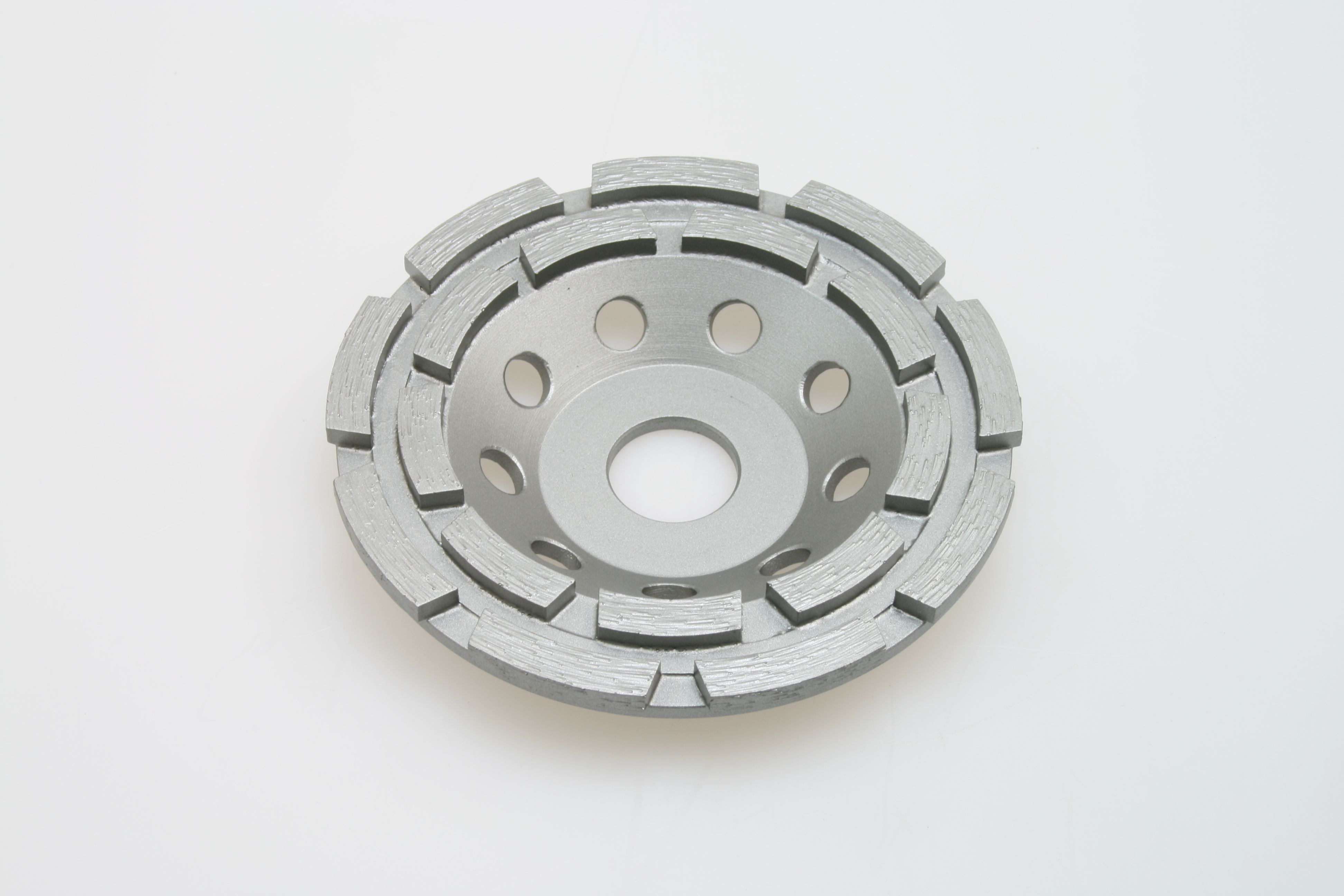
Ringanordnung, hier für Spannflansch und Spannmutter

### PKD-Segmente
Ein mit PKD-Segmenten bestückter Schleifteller wird zum Entfernen von Estrich, Spachtelmasse, Teppichbodenkleber bis hin zu dicken stark thermoplastischen Altbeschichtungen eingesetzt. PKD-Schleifteller sollten aufgrund der möglichen Staubentwicklung nur auf einem Betonschleifer mit Absaugung betrieben werden. Die meisten Werkzeuge passen jedoch auch auf handelsübliche Winkelschleifer. Aufgrund der extrem harten PKD-Segmente sollte eine PKD-Frässcheibe immer ein Pufferelement aufweisen. Nur so kann gewährleistet werden, dass der Schleifteller z. B. einem harten Kieselstein ausweichen kann. Bei PKD-Schleiftellern in Billigausführung (ohne Pufferelement) würde ein harter Kiesel im ungünstigsten Fall zum Zerbrechen eines PKD-Segmentes führen. Ebenso wurden bei PKD-Schleiftellern ohne Pufferelement bereits Materialermüdungen im Stahlträgerteller beobachtet, was zum Zerbrechen des Werkzeuges führte.
Aufgrund des benötigten Pufferelements darf mit einem PKD-Schleifteller nur vollflächig am Untergrund gearbeitet werden, denn ein Verkanten würde das Pufferelement wirkungslos machen und so zum Zerbrechen von einzelnen PKD-Segmenten führen.
Der Markt unterscheidet zwischenzeitlich zwei verschiedene Arten von PKD-Schleiftellern für Winkelschleifer. Hier die wichtigsten Vor- und Nachteile dieser Bauarten:
- Werkzeuge mit wenigen großen PKD Segmenten

Vorteile: preiswert in der Herstellung.
Nachteil: Hohe Vibrationswerte, da das Werkzeug nur wenige Berührpunkte zur Oberfläche hat. Diese Art von PKD-Schleifscheiben haben Probleme, der Lärm- und Vibrations-Arbeitsschutzverordnung zu entsprechen.
- Werkzeuge mit vielen kleineren PKD Segmenten

Vorteile: deutlich weniger Vibrationen.
Nachteil: Höherer Preis, da mehrere kleine Segmente sehr präzise auf den Grundträger aufgebracht werden müssen.

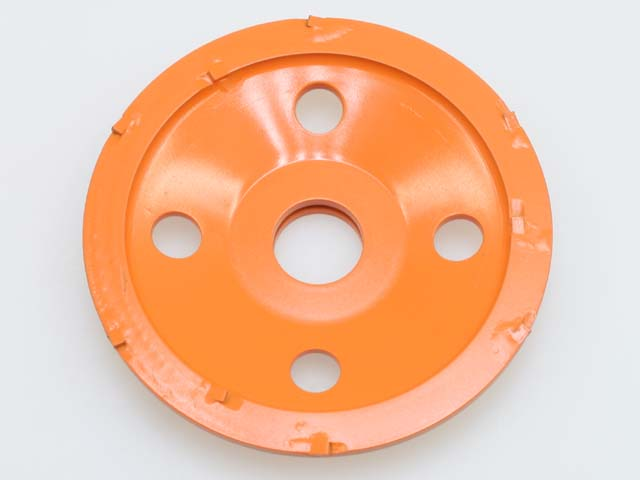
PKD-Schleifteller 115 mm mit Pufferelement
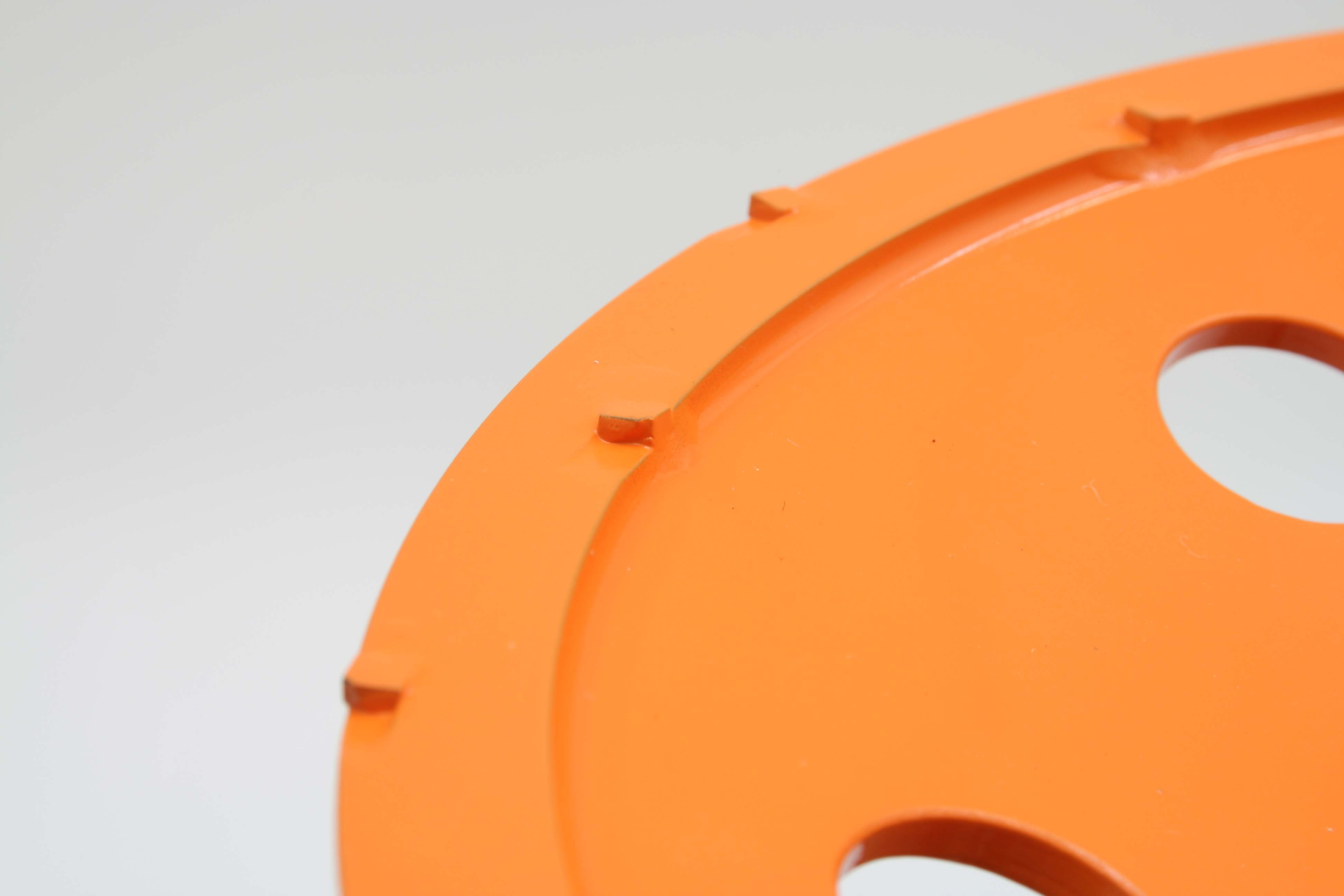
PKD-Segmente als Nahaufnahme (Ausführung mit vielen kleinen Segmenten)
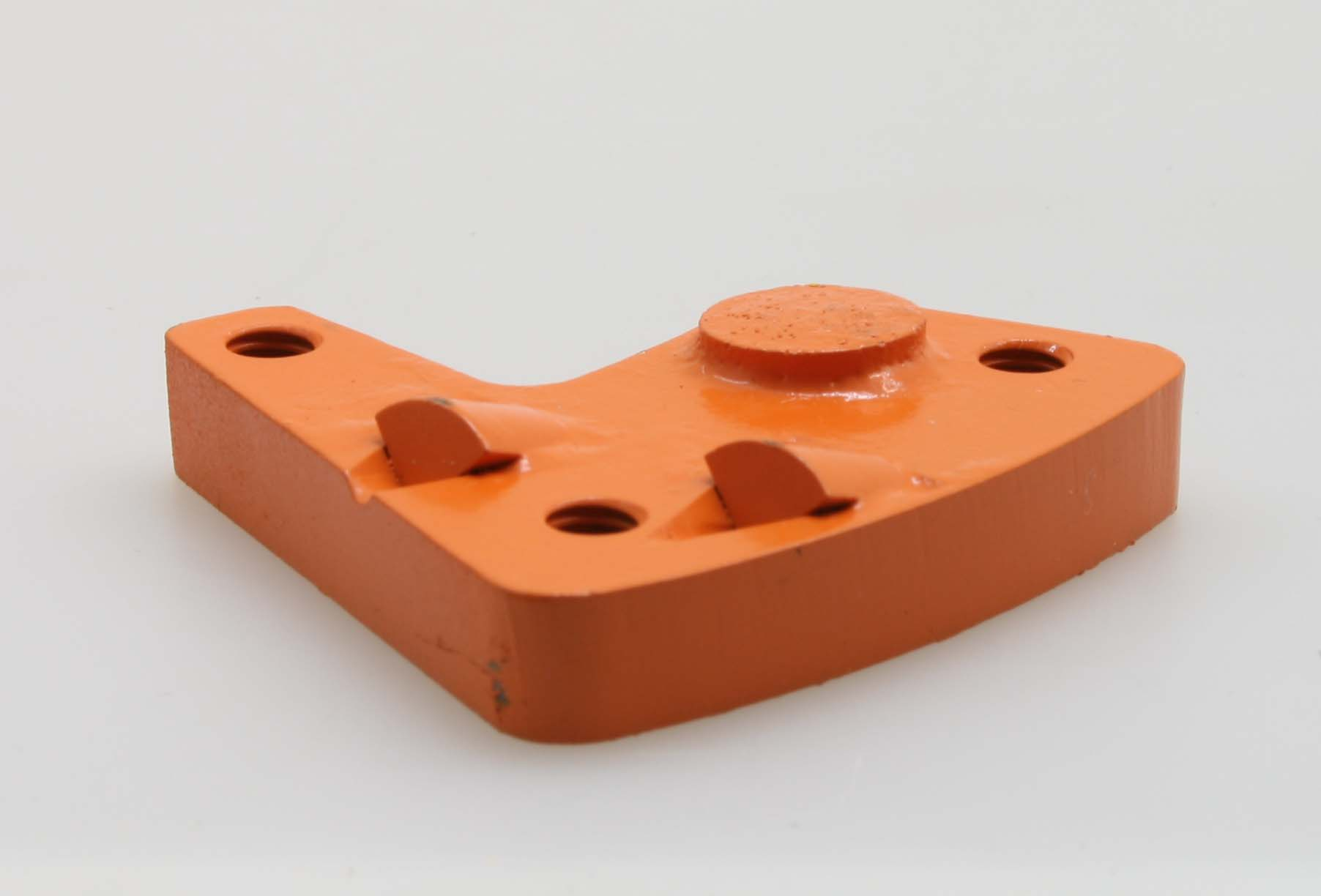
PKD-Träger mit 2 PKD-Segmenten sowie einem runden Stützsegment für Bodenfräse

### Hartmetall-Splitt
Ein mit Hartmetall-Splitt bestückter Schleifteller wird zum Entfernen von Altbeschichtungen eingesetzt. Man unterscheidet die Formen plan und gewölbt. Hierbei gilt, dass bei einer planen Ausführung der Abtrag maximal ist, jedoch schmiert dieses Werkzeug bei kunststoff- oder bitumenhaltigen Altbeschichtungen durch die große Reibfläche nach kurzer Zeit zu. Die gewölbte Ausführung bietet den Vorteil, dass nur 1/6 des Werkzeuges aktiv am Untergrund arbeiten, während die restlichen 5/6 des Werkzeuges ohne Reibung durch die Luft laufen und dabei abkühlen. Dadurch ist auch das Entfernen von bitumenhaltiger Dachpappe ohne Zuschmieren des Schleiftellers möglich.

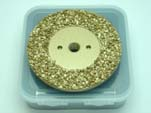
Schleifteller in planer Ausführung
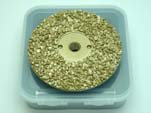
Schleifteller in gewölbter Ausführung